# Хвойна (пам'ятка природи)
Хвойна — ботанічна пам'ятка природи місцевого значення. Об'єкт розташований на території Ковельського району Волинської області, філія «Ковельське лісове господарство», Зеленівське лісництво, квартал 36, виділ 6, 7, 17.
Площа — 4,5 га, статус отриманий у 1991 році за рішенням виконавчого комітету Волинської обласної ради народних депутатів від 31.10.1991 № 226.
Охороняється лісова ділянка сосни звичайної віком близько 150 років, де також зростають ліщина звичайна, горобина звичайна та крушина ламка, а у трав'яному покриві - лікарські рослини та ягідники.

## Галерея

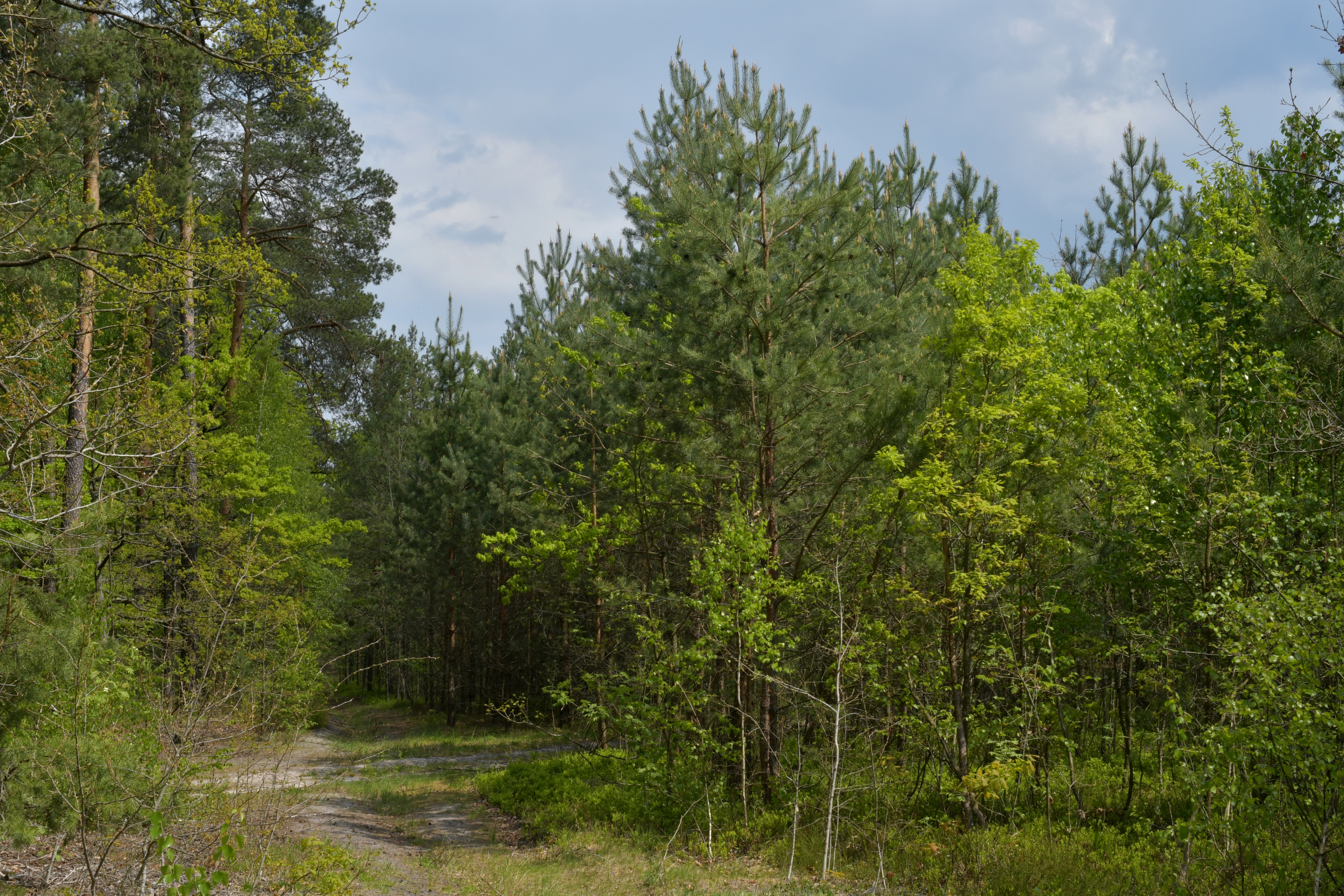
Загальний вигляд
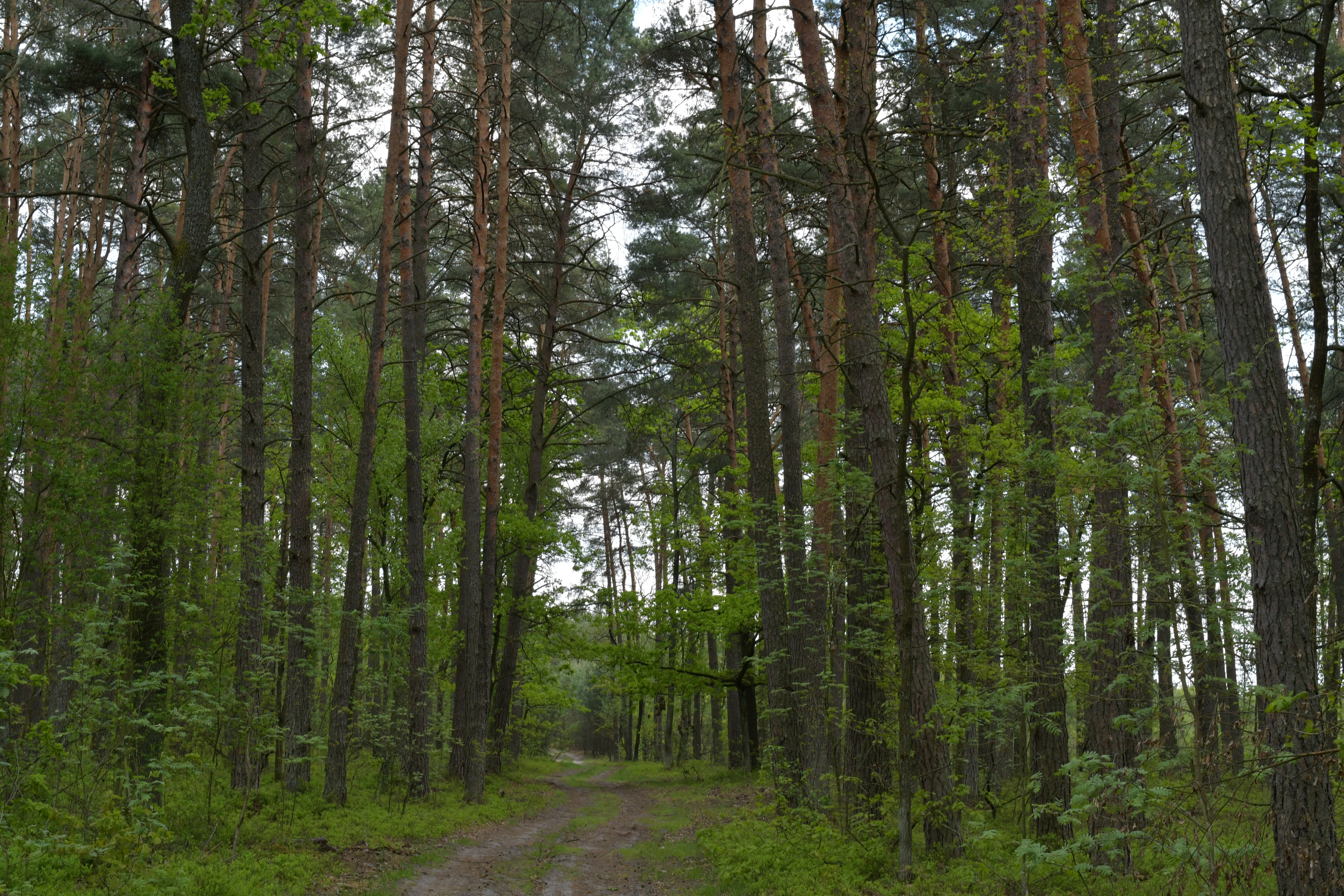
Лісова дорога
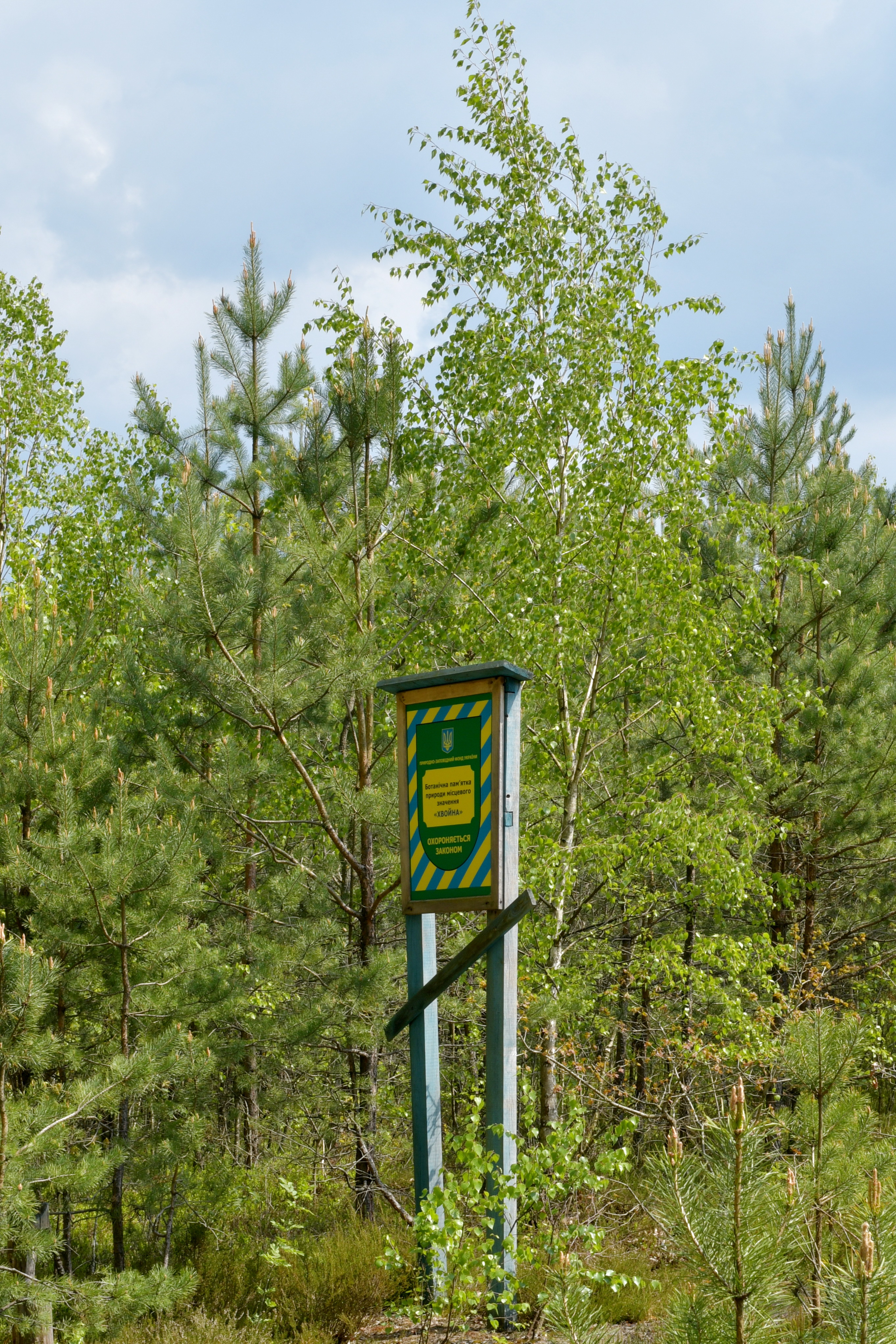
Охоронна дошка